# Giuseppe Facchi
Giuseppe Facchi – włoski bokser, brązowy medalista Mistrzostw Europy z roku 1947.
W ćwierćfinale Mistrzostw Europy w Dublinie pokonał Fina Paavo Rämänena. W półfinale przegrał z reprezentantem Francji Charlesem Humezem, ulegając mu na punkty. W walce o brązowy medal pokonał reprezentanta Irlandii Eddiego Cantwella.